# Lajka (film)
Lajka je český loutkový film režiséra a scenáristy Aurela Klimta. Jde o fantaskní sci-fi příběh o fence Lajce, která je vystřelena do vesmíru a spolu s dalšími zvířaty s podobným osudem najde nový domov na vzdálené planetě. Film měl premiéru 2. listopadu 2017, jeden den před šedesátým výročím vypuštění a smrti Lajky na oběžné dráze.

## Výroba
Na výrobě filmu se podíleli výtvarníci Martin Velíšek, František Lipták a Aurel Klimt. Autorem písní je Josef Čermák. Filmovou hudbu složil Marek Doubrava.
Film vznikal v letech 2006 až 2015 ve Studiu Zvon v Malešově u Kutné Hory. Rozpočet byl 58 milionů korun. Na výrobu filmu bylo použito více animačních technik včetně natáčení ve 3D. Základem byly mechanické loutky s pohyblivými klouby, největší použité loutky byly zvířata planety Qem, které měřily na výšku 55 centimetrů. Aby byl zachován poměr výšky člověka a psa, byly použity loutky lidí vysoké 40 cm, loutky psů byly vysoké lidem po pás. Nejmenší použité loutky byly Lajčina štěnata vysoká nejméně 8 cm.

## Námět
Film vznikl na základě hry Aurela Klimta a Miroslava Waneka Lajka, Čchin a Gagarin, kterou vytvořili v roce 2002 jako loutkové představení pro druhý stupeň ZŠ. Hra byla uváděna v Divadle Gong.

## Dabing
| Lajka                               | Helena Dvořáková                |
| Lajčina štěňata                     | Alžběta Klimtová a Alfréd Klimt |
| sovětský kosmonaut Jurij Levobočkin | Karel Zima                      |
| americký kosmonaut Neil Knokaut     | Miroslav Táborský               |
| Quirkrk                             | Petr Čtvrtníček                 |
| Ham                                 | Jan Vondráček                   |
| Černá díra                          | Lenka Veliká                    |

## Recenze
- František Fuka, FFFilm